# ثروت و دین

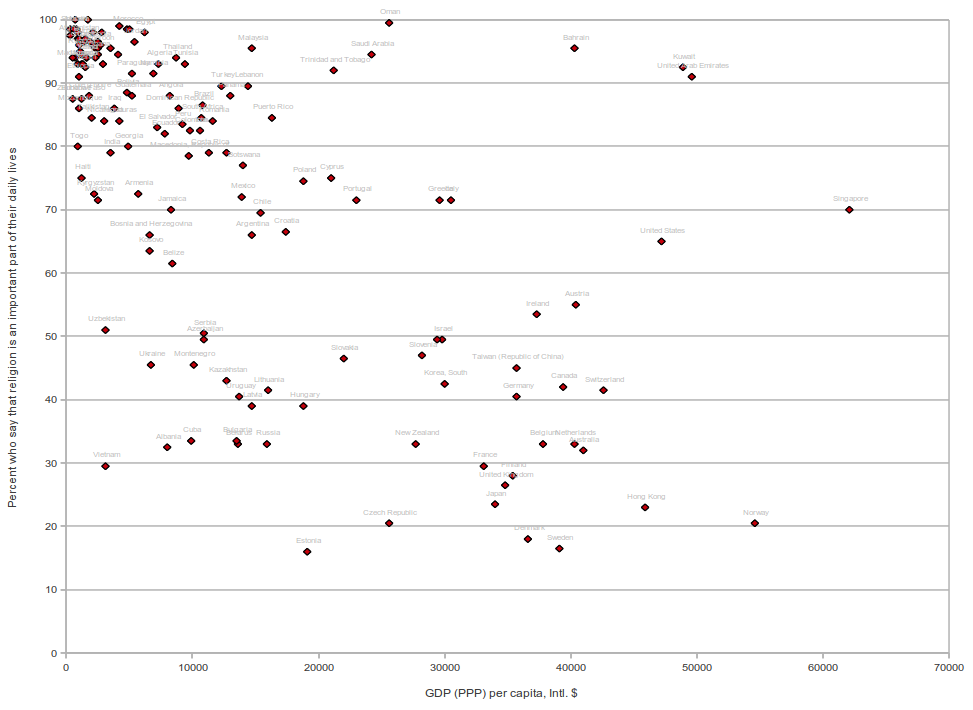
نمودار اهمیت دین و تولید ناخالص ملی در جهان. دین با ثروت رابطه معکوس دارد.

شماری تحقیقات بر روی رابطه میان ثروت و دین انجام گرفته‌اند. ثروت به معنی داشتن وضعیت ذی‌نفع یا تجمع سرمایه و قدرت اقتصادی است. دین سیستمی فرهنگی است که معمولاً شامل باورهایی دربارهٔ قدرت‌های فراطبیعی است، و ممکن است قصد ارائه یک سیستم اخلاقی یا یک نوع معنی‌بخشی به زندگی داشته باشد.

## ثروت و دین سازمان‌یافته
تحقیقی در ایالات متحده آمریکا، انجام‌گرفته توسط جامعه‌شناس لیزا ای. کایستر و منتشرشده توسط ژورنال سوشال فورسز دریافته‌است که پیروان یهودیت و کلیسای اسقفی بیشترین ثروت را داشته‌اند، و باورمندان کاتولیسیزم و پروتستان‌های اصلی در حد میانه بوده، و پروتستان‌های محافظه‌کار کمترین انباشت ثروت را داشته‌اند؛ درحالیکه به‌طور کلی، مردمی که در مراسم دینی شرکت کرده‌اند ثروت بیشتری از آنان که نکرده‌اند داشته‌اند (با توجه به متغیرهای آموزش و دیگر عوامل). محققان پیشنهاد کرده‌اند که انباشت ثروت فرایندی است که توسط خانواده شکل می‌گیرد.

## ثروت و بی‌خدایی
بی‌خدایی و ندانم‌گرایی برچسب‌هایی برای توصیف افرادی است که به‌طور فعالانه ناباور به وجود خدا (یان) هستند. اصطلاح «غیر مذهبی» برای کسانی به‌کار می‌رود که وابستگی دینی ندارند.
برخی تحقیقات ارتباطی میان ثروت و نبود اعتقاد دینی یافته‌اند. جی‌دی‌پی کشورها به‌طور کلی رابطه منفی با مذهبی‌بودن آنها دارد؛ به این مفهوم که جوامع کمتر مذهبی ثروتمندتر هستند.

## باورهای دینی ثروتمندان
- کارلوس اسلیم مسیحی است.[۵]
- بیل گیتس ندانم‌گرا است.[۶][۷]
- وارن بافت ندانم‌گرا است.[۸][۹]
- لاکشمی میتال هندو است.[۱۰]
- موکش آمبانی هندو است.[۱۱]
- آمانسیو اورتگا مسیحی است.[۱۲]
- برنار آرنو مسیحی است.[۱۳]
- کارل آلبرشت و تئو آلبرشت کاتولیک هستند.[۱۴][۱۵]
- مارک زاکربرگ یهودی است.[۱۶] [۱۷]